# كأس أنغولا 2003
كأس أنغولا 2003 هو موسم من كأس أنغولا. كان عدد الأندية المشاركة فيه 19، وفاز فيه إنتر كلوب.